# 芬兰语
芬兰语（芬蘭語：suomi，發音ⓘ），简称芬语，是芬兰大部分居民（87%，2021年底）的母语，也被境外芬兰裔侨民所用。它是芬兰的两种官方语言之一，也是瑞典的一种法定少数族裔语言。
芬兰语属于烏拉爾語系芬蘭-烏戈爾語族，是一种黏着语。名词和形容词都随词语在句子内的角色发生格的变化。由于和其他大多的欧洲语言的语系都不同，词根和绝大部分其他欧洲语言差别很大。

## 历史
有学者推测波罗的-芬兰语支由一种原始芬兰语演变而来，而北方薩米人（舊稱拉普人）的薩米語可能早在公元前1500年-前1000年已由原始芬兰语分支出来。依学者的推测，原始芬兰语分北方、南方、东方三种方言，而波罗地-芬兰语支各种不同语言的形成大约在公元1世纪左右。

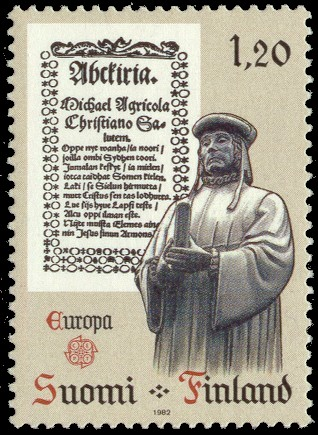
为纪念米卡埃尔·阿格里科拉而发行的邮票

芬兰语最早的书写方式是在16世纪由芬兰的主教米卡埃尔·阿格里科拉发明的，书写方式依据当时芬兰的官方语言瑞典语、德语和拉丁语制订。芬兰語的书写方式在之后被许多其他人修改过。
16世纪的基督教宗教复兴运动，确实标志着芬兰文的开始，许多芬兰作家——包括米卡埃尔·阿格里科拉主教——用芬兰文也创造了不少文学的成就。到了17世纪，在芬兰，已有重要的著作以芬兰文、丹麦文、挪威文、拉脱维亚文、德文、以及瑞典文写成；然而，最重要的文献还是用拉丁文写作的。瑞典语直至17世纪末还是芬兰的唯一官方语言；它和芬兰语，在当时都只是不重要的小语种。

### 阿格里科拉主教工作的成果
标准芬兰文的多种书写规则——尤其是拼字规则——都源自阿格里科拉主教的努力。由于他以芬兰西部的方言作为芬兰文的基础，西部方言的发音也成为了芬兰文的标准拼法。
阿格里科拉用dh和d 代表浊舌齿擦音（相当英语中在this 中的th），用tz 和z 代表清舌齿擦音（相当英语中在thanks中的th），后来语音有所变化，舌齿擦音已经在芬兰语中消失，在东部方言中dh变成了j和v，在西部方言中变成了r或l，tz变成了ht 或 tt。
在翻译《新约圣经》的过程中，阿格里科拉创造了一些新词，当中部分例如「armo」（慈悲）和「vanhurskas」（正义的）的一些词语，现在仍然通用。他总共用了大约8500个单字，现在还在使用中的有60%。
他用Ch， c 或 h 代表清软腭擦音，现在这个音已经变成喉音h了；他用gh 和g 代表浊软腭擦音，现在这个音也已经消失。

## 表音方式
芬兰语的书写字母和发音基本是一一对应的，共31个字母：
| 芬兰语字母 | 芬兰语字母 | 芬兰语字母 | 芬兰语字母 | 芬兰语字母 | 芬兰语字母 | 芬兰语字母 | 芬兰语字母 | 芬兰语字母 | 芬兰语字母 | 芬兰语字母 | 芬兰语字母 | 芬兰语字母 | 芬兰语字母 | 芬兰语字母 | 芬兰语字母 | 芬兰语字母 | 芬兰语字母 | 芬兰语字母 | 芬兰语字母 | 芬兰语字母 | 芬兰语字母 | 芬兰语字母 | 芬兰语字母 | 芬兰语字母 | 芬兰语字母 | 芬兰语字母 | 芬兰语字母 | 芬兰语字母 | 芬兰语字母 |
| ---------- | ---------- | ---------- | ---------- | ---------- | ---------- | ---------- | ---------- | ---------- | ---------- | ---------- | ---------- | ---------- | ---------- | ---------- | ---------- | ---------- | ---------- | ---------- | ---------- | ---------- | ---------- | ---------- | ---------- | ---------- | ---------- | ---------- | ---------- | ---------- | ---------- |
| A          | a          | B          | b          | C          | c          | D          | d          | E          | e          | F          | f          | G          | g          | H          | h          | I          | i          | J          | j          | K          | k          | L          | l          | M          | m          | N          | n          | O          | o          |
| P          | p          | Q          | q          | R          | r          | S          | s          | Š          | š          | T          | t          | U          | u          | V          | v          | W          | w          | X          | x          | Y          | y          | Z          | z          | Ž          | ž          | Å          | å          | Ä          | ä          |
| Ö          | ö          |            |            |            |            |            |            |            |            |            |            |            |            |            |            |            |            |            |            |            |            |            |            |            |            |            |            |            |            |

一般规则如下：
- “B”，“C”，“F”，“Z”，“Å”基本上只用来拼写外来词；“G”通常跟在“N”之后一起发“ng”音，其它情况也只用来拼写外来词。
- “Q”，“X”只用于从瑞典语或其它外语而来的名字。
- “W”和“V”发音基本一样，类似英语中“V”的音，“W”在芬兰语中只是保留在古代文献和姓名中；
- 长音用双字母表示，比较清楚；
- “NK”中的“N”类似于英语中的“ng”，“K”照常发音；
- “H”在辅音前比在元音前发音更明显；
- “Ä”和“Ö”是和“A”、“O”不同的音，类似德语中的“Ä”和“Ö”的音，但不只是变音符号，是不同的字母；
- 芬兰语中没有浊辅音z，所以实际上“z”，“š”或“ž”发音都和s差不多，只是书写表达时用。

## 地理分布
使用芬兰语的人大约有六百万，主要分布在芬兰、瑞典、挪威、爱沙尼亚和俄罗斯，还有部分在美国的移民作为日常用语，主要聚居在密西根州。

## 发音
存在六个单元音。元音皆可分长短。有元音和谐的现象。
|        | 前    | 前     | 后    | 后    |
| 不圓唇 | 圓唇  | 不圓唇 | 圓唇  |       |
| ------ | ----- | ------ | ----- | ----- |
| 閉元音 | i [i] | y [y]  |       | u [u] |
| 中元音 | e [e] | ö [ø]  |       | o [o] |
| 開元音 | ä [æ] |        | a [ɑ] |       |

辅音系统：
|          | 雙唇音 | 齒齦音 | 齦後音/ 硬顎音 | 軟顎音 | 聲門音 |
| -------- | ------ | ------ | -------------- | ------ | ------ |
| 鼻音     | m      | n      |                | ŋ 3    |        |
| 塞音     | p, (b) | t, d 1 |                | k, (ɡ) | ʔ 2    |
| 擦音     | (f)    | s      | (ʃ)            |        | h      |
| 边音近音 | ʋ      | l      | j              |        |        |
| 颤音     |        | r      |                |        |        |

1. 當中[d]和[t]是相等的。
2. 只在在连音中出现。
3. 可视作/n/的同位异音。出现在/nk/中。

芬兰语辅音有长短的区别。

## 方言
芬兰语有两种方言，东部方言和西部方言。西部方言又有西南、南方、中南、中部和北方方言的区别。东部方言分布较广，主要有东部和东南部两种，东南部方言主要在俄罗斯的南卡累利阿和圣彼得堡周围地区。

## 语言形式
芬兰语有两种形式，一种是通用形式yleiskieli（下稱通用語），主要用于正式场合，如教堂弥撒、政治演讲以及新闻报道等，其书面形式叫kirjakieli，几乎所有的出版物都是用这种语言；另一种是口语puhekieli（下稱口語），用于普通广播电视节目和一般人际交流、书信和网上聊天。
口语是自然语言发展变化产生的，通用语则是依据文学作品和文献，保留严谨的语法变格规则，这些规则有很多已经从口语中消失了，像许多代词和后缀都逐渐在口语中被弱化或省略了。在学校教学中教通用语，有许多孩子由于经常读书，已经将通用语作为他们的第一语言。

### 范例
通用语 — 口语
he menevät — ne menee“他们走”变成“它们走”
onko(s) teillä — onks teil(lä)“你们有吗?”——失去母音
me emme sano — me ei sanota（读 mei sanota）“我们不说”(注意 ”me ei” 变成了一个音节）
(minun) kirjani — mun kirja（读 muŋ kirja）“我的书”
kuusikymmentäviisi — kuus(kyt)viis (六十五)
tulen — tuun“我来”——变了不规则动词
punainen — punanen“红色”——双元音变了很短的单元音
korjannee— kai korjaa“可能会修理”
mentyämme — kun me oltiin menty（读 kumme oltiim menty）“当我们走了以后”

## 词汇
芬兰语经常而且很大程度上采用粘着，核心字汇较例如英语的语言小，后缀的使用程度也较大。例如“书”这个词，kirja，可以用后缀演变成kirjain（字母）、kirje（信）、kirjasto（图书馆）、kirjailija（作者）、kirjallisuus（文学）、kirjoittaa（写）、kirjoittaja（写字的人）、kirjallinen（书写形式的）、kirjata（写下、登记、记录）、kirjasin（字体）等。
下列一些比较普遍的后缀。请注意一对后缀时，使用哪一个后缀是根据元音和谐现象而定。后缀的添加会引起辅音交替
- -ja/jä：作的人（如 lukea = 读 → lukija = 读者）；
- -lainen/läinen：住在某地的人 (可以做名词也可以做形容词) Englanti = 英国 → englantilainen = 英国人或英国的东西； Helsinki = 赫尔辛基 → helsinkiläinen = 赫尔辛基人；
- -sto/stö：集合 (kirja = 书 → kirjasto = 图书馆； laiva = 船 → laivasto = 海军、舰队)
- -in：部分或工具 (kirja = 书 → kirjain = (一个)字母； vatkata = 掸 → vatkain = 掸子，搅拌器)
- -uri/yri：做的人或物 (kaivaa = 挖 → kaivuri = 挖土机； laiva = 船 → laivuri = 发货人、水手)
- -os/ös：表示动作的结果 (tulla = 来 → tulos = 结果； tehdä 作 → teos = 作品)
- -ton/tön：无 (onni = 幸福 → onneton = 不幸福； koti = 家 → koditon = 无家可归)
- -llinen：性质 (lapsi = 孩子 → lapsellinen = 孩子气； kauppa = 商店 → kaupallinen = 商业性的)
- -kas/käs：性质 (itse = 自己 → itsekäs = 自私； neuvo = 劝告 → neuvokas = 随机应变)
- -va/vä：正在做或有某事物 (taitaa = 能够、可能  → taitava = 有技术的； johtaa = 领导→ johtava = 领导的)

无论是名词还是形容词都要遵循变格规则。芬兰语中主要的格有：
1. 主格（nominative）
2. 宾格（accusative）
3. 属格（genitive）
4. 部分格（partitive）
5. 内格（inessive）
6. 出格（elative）
7. 入格（illative）
8. 接格（adessive）
9. 离格（ablative）
10. 向格（allative）
11. 样格（essive）
12. 转移格（translative）
13. 手段格（instructive）
14. 欠格（abessive）
15. 共格（comitative）

### 词
许多世纪以来，芬兰语从外来语中吸收了不少借词，估计真正从古代芬兰语中遗留下的词根只有300个左右。有的专家认为芬兰语几个世纪吸收的借词几乎相当达罗毗荼语系几千年中吸收的借词水平。例如kuningas = 国王来自原始日耳曼語的 kuningaz，morsian = 新娘， armas = 亲爱，äiti = 母亲(äiti據信源自哥德語的aiþei)等，但源于芬兰语的表示母亲的词根emä仍然保留在一些复合词中，已经转化为一种比喻形式，如emälaiva =母舰、emävale= 大谎言（谎言的母亲）等。
由于从12世纪至1809年，芬兰一直属于瑞典王国，现在芬兰还有6%的人口是瑞典族，1809年后属于沙皇俄国，所以从瑞典语来的借词最多，也有一些俄语词。例如Raamattu=圣经还有一些宗教词汇是从俄语来的。
在现代，国际商贸、音乐、电影、文学以及互联网带来不少英语借词。有的跨国公司如芬兰的诺基亚已经将英语作为公司中的第一语言，新的借词不仅排挤原来的芬兰词汇，而且排挤早先的借词，如从瑞典语来的词汇treffailla=约会，已经被新的来自英语的deittailla取代。

### 新造词
也有的词汇是根据固有词汇合成的，如：
 =电话（意思是“用以说话的东西”）
 =计算机（意思是“知识机器”）
 =软盘（ =碟 +  = -子）
 =电子邮件（意思是“电邮”）
在口语中还有不同来源的词。例如，固然是软盘，但是在口语中大软盘卻称（来自英语），而小软盘则称（来自芬兰语“饼干”，因为其形状像饼干）。至于光盘则是1990年代初开始流行时，在由一份叫（芬兰画报）的杂志所举办的一个比赛中创作出来的。